# Omnibot
El Omnibot (オムニボット) es un Robot de juguete fabricado originalmente por Tomy a mediados de los años ochenta. El nombre se aplicó a la exitosa línea de robots fabricados por la empresa. El Omnibot inicial se anunció con la expectativa de restablecer el interés popular por los robots, en un momento en que se estaba volviendo obvio que los robots con  IA  avanzada como el  R2-D2  aún estaban muy lejos. Una versión más avanzada de Omnibot se llamaba Omnibot 2000 y no tenía una burbuja de plástico en la cabeza. Con el éxito de los Omnibots, la gama Omnibot se expandió rápidamente. Después de la caída del videojuego en Norte América en 1983 y su efecto debilitante en toda la naciente industria de la  electrodoméstica, el Omnibot se desvaneció pero fue revivido a principios de la década de 2000. La última versión de Omnibot es el i-SOBOT.
Tanto el Omnibot como el Omnibot 2000 más avanzado tenían un reproductor de  casete incorporado en el área del pecho del robot, que se deslizaba como un cajón para revelar el casete, podía grabar y reproducir secuencias de comandos, así como grabaciones de audio normales. El reloj digital incorporado con temporizadores y alarmas permitió la reproducción de grabaciones de movimiento en momentos específicos, como mudarse a la habitación por la mañana. Ambos robots pudieron transmitir el habla desde el control remoto a través de un altavoz en el robot, y ambos se enviaron con una base de "hogar" de cartón que se sugirió que se pegara al piso y se usara como punto de referencia para la programación.
Tanto Omnibot como Omnibot 2000 pueden transportar objetos ligeros. El Omnibot llevaba una bandeja hecha especialmente que se encajaba en sus garras, y el Omnibot 2000 tenía una bandeja que encajaba en su "panel de accesorios" motorizado, permitiendo que la bandeja gire tazas y vasos al alcance del brazo.
El Omnibot 2000 tenía 25 pulgadas de alto, alimentado por una batería de plomo-ácido de 6 voltios y dos baterías AA. Su brazo derecho era controlable.  Su brazo era controlable. El usuario podría controlar su hombro, codo, muñeca y dedos, siendo el brazo izquierdo un "muñeco" manejable.
Desafortunadamente, perder la unidad de control remoto para un Omnibot significaba que el robot era prácticamente inútil fuera de las funciones basadas en el reloj y en el reproductor de casete.
Dos robots menos conocidos en el rango de Omnibot fueron el Omnibot OOM y el Omniwagon. El Omnibot OOM tenía la forma de un Omnibot estándar, excepto con la adición de una cabeza esférica, y su control remoto incluía una forma básica de control por voz. El Omniwagon era simplemente una unidad de control remoto y ruedas de una ómnibota con una superficie plana en la parte superior para transportar objetos.

## Robots relacionados

### Omnibot OOM / Hearoid
El Omnibot OOM (más tarde lanzado en Norteamérica como el "Hearoid") se basó en el Omnibot estándar. Los cambios incluyeron un diseño de cabeza más antropomórfico, ojos iluminados controlados de forma remota que actuaron como faros y un control remoto más sofisticado que incluía un control de voz primitivo.

### Robie Sr.
Radio Shack vendió una versión del Omnibot llamado Robie Sr. hecho por Tomy en Japón, estos eran esencialmente un Omnibot estándar, pero con la cabeza en forma de cúpula reemplazada por la cabeza más antropomórfica del Omnibot OOM / Hearoid, y el sonido es diferente en comparación con el Omnibot original.

### Omnibot Jr. "Charmmy"/Robie Jr.
El Omnibot Jr., también conocido como "Charmmy", era un robot de control remoto de 10.5 pulgadas de altura con una bandeja acoplable, con un estilo que recuerda al Omnibot original. Lanzado simultáneamente por Radio Shack como Robie Jr., Omnibot Jr. incluyó un micrófono a cada lado de la cabeza del robot que le permitió escuchar un sonido ultrasónico emitido por el control remoto. Los micrófonos duales permitieron a Charmmy determinar la dirección aproximada del controlador y navegar hasta su ubicación, a veces incluso en las esquinas. El Omnibot Jr. también estaba equipado con un sensor de impacto que le permitió navegar alrededor de los objetos, y este sensor también se usó junto con sensores en los brazos para activar varios anuncios grabados si el robot golpeaba un objeto o se coloca un elemento en el bandeja.

### Verbot/KI*KU*ZO
El clásico Omnibot tenía un primo más barato y más pequeño conocido como Verbot, conocido en su Japón nativo como KI * KU * ZO. Con nueve pulgadas de altura, el Verbot era la opción de tamaño medio en comparación con el Dingbot más pequeño y el Omnibot más grande. Era algo similar a la Omnibot en apariencia, pero era mucho más limitado en características. El Verbot también vino con un control remoto inalámbrico que podía operar el robot a través de comandos de voz. Se pueden programar hasta ocho comandos. El Verbot podría moverse hacia adelante y hacia atrás, hacia la izquierda y hacia la derecha, al mando. El Verbot también fue capaz de recoger objetos pequeños, una característica de la que carecían muchos robots de juguete de la época. El robot expresó cierta personalidad parpadeando y sonriendo. Las desventajas comunes al Verbot eran que era bastante ruidoso, la reprogramación era necesaria cada vez que el robot se encendía nuevamente, y al igual que con toda la serie Omnibot, su cuerpo de plástico blanco se volvería amarillo si se dejaba al sol. El Verbot era en realidad bastante complejo, utilizaba un solo motor para todos sus movimientos y un conjunto complejo de engranajes para recoger objetos. La programación de Verbot se realizó presionando uno de los botones en su panel frontal y manteniéndolo presionado mientras se hablaba la acción correspondiente en el micrófono del control remoto y luego soltando el botón. Al igual que con la mayoría de los Omnibots, perder el control remoto significaba que el robot no podía ser utilizado a plena capacidad, pero algunos aficionados han modificado los walkie-talkies baratos de los 80 para ingresar comandos de voz.

## Omnibots en la Actualidad
En los últimos tiempos, muchos aficionados han recurrido a piratear, modificar y mejorar sus Omnibots. Las características comúnmente agregadas son sensores IR, cámaras de video, chips de reconocimiento de voz, motores más fuertes, microcontroladores, sonares y otras mejoras avanzadas que no habrían sido posibles en los años 80.
A principios de la década de 2000, se usó un omnibot destruido como parte de un participante en el programa de televisión US Battlebots. El robot, llamado  Dr. Inferno Jr. (una versión actualizada de otro robot de combate que usó un omnibot destripado) ganó varios premios en la "División de peso ligero" de la competencia. Las Omnibot en la parte superior del tren motriz no tenían cúpula en la parte superior, y sus brazos fueron reemplazados por sierras gemelas.

### i-SOBOT
En 2006, poco después de la fusión de Tomy y Takara, la compañía presentó por primera vez un prototipo para un nuevo Omnibot, inicialmente llamado "Omnibot 2007: i-SOBOT", pero que desde entonces se llamó oficialmente "Omnibot 17μ: i-SOBOT". ("μ" es la letra griega "mu" que simboliza la micra, que se refiere a las especificaciones de los servomotores) en Japón y simplemente "i-SOBOT" en el mercado de los Estados Unidos. i-SOBOT estaba programado para salir a la venta en Japón en octubre de 2007 (idioma japonés con color azul y blanco), pero una versión en inglés, negro y gris salió a la venta por primera vez en los EE. UU., en septiembre de 2007. Según se informa, un europeo La versión saldrá al mercado en 2008.
i-SOBOT, que ha sido certificado por Guinness World Records como "el robot humanoide más pequeño del mundo en producción", está equipado con 17 servomotores patentados y puede controlarse mediante un control remoto IR y también mediante comandos de voz. Es capaz de hablar cientos de palabras y frases y tiene cerca de 200 acciones preprogramadas, además de permitir una programación adicional por parte del usuario a través del control remoto. El precio de venta al público es de aproximadamente ¥ 30,000 en Japón y $ 350 en los EE. UU. I-SOBOT es totalmente bipedal. En 2013, el nuevo robot i-SODOG saldrá de Tomy.